# Lithobates chichicuahutla
Lithobates chichicuahutla är en groddjursart som först beskrevs av Cuellar, Méndez-De La Cruz och Villagrán-Santa Cruz 1996.  Lithobates chichicuahutla ingår i släktet Lithobates och familjen egentliga grodor. IUCN kategoriserar arten globalt som akut hotad. Inga underarter finns listade i Catalogue of Life.